# Бабаянц, Эликум Иванович
Эликум Иванович Бабаянц (1867— после 1933 года) — российский минцмейстер армянского происхождения, горный инженер, общественный деятель, в 1916—1918 годах — начальник Санкт-Петербургского монетного двора.

## Биография
Эликум Иванович Бабаянц родился в 1867 году в мещанской семье. В 1894 году окончил Санкт-Петербургский горный институт, после чего долгие годы работал на Санкт-Петербургском монетном дворе. Начинал службу в качестве младшего помощника управляющего серебряным переделом, в 1899 году и в 1906—1913 годах являлся управляющим серебряным и золотым переделами (минцмейстером). В 1913—1916 годах служил помощником начальника Санкт-Петербургского монетного двора, а с 1916 года возглавлял это важнейшее государственное предприятие.
Имел собственный минцмейстерский знак «ЭБ». Целый ряд монет, отмеченных данным знаком, являются нумизматической редкостью — например, достоинством 5, 10, 15, 20 копеек. В 1911 году под руководством Бабаянца была осуществлена первая попытка чеканки в Российской империи регулярной монеты из никеля. Данные пробные монеты также считаются нумизматическими раритетами.
Помимо минцмейстерской работы, Бабаянц продолжал активно заниматься горной инженерией. В 1911 году под его редакцией Санкт-Петербургской постоянной совещательной конторой железнозаводчиков был издан «Сборник технических условий и инструкций, преподанных по Министерству путей сообщения на поставку материалов и изделий для железных дорог».
Параллельно с основной работой, Бабаянц активно занимался общественной деятельностью, возглавлял правление вспомогательной ссудно-сберегательной кассы горнозаводского товарищества при Санкт-Петербургском монетном дворе, на протяжении десяти лет входил в правление Армянского клуба в Санкт-Петербурге, занимавшегося благотворительной, культурной и просветительской деятельностью среди армянского населения столицы Российской империи.
После Октябрьской революции и установления Советской власти Бабаянц уехал в эмиграцию. Проживал во Франции, работал инженером по обработке металлов. В 1933 году вошёл в состав правления Союза русских дипломированных инженеров. Дальнейшая судьба неизвестна.